# Aviação entre as guerras mundiais

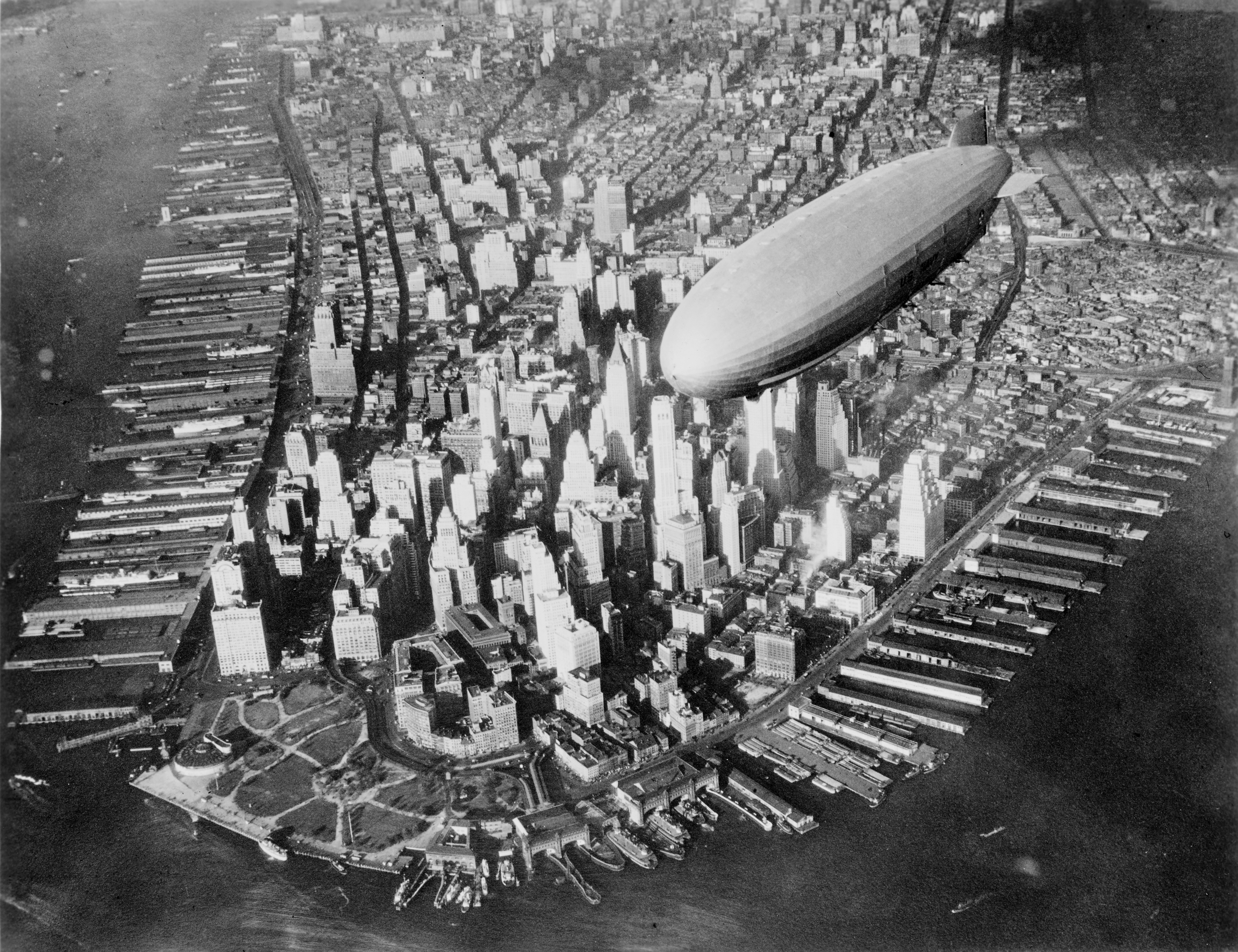
O USS Akron (ZRS-4) sobre Manhattan, ca. 1932.

O período da aviação entre as guerras mundiais também conhecido como Idade de Ouro da Aviação, foi o período na história da aviação entre o final da Primeira Guerra Mundial (1918) e o início da Segunda Guerra Mundial (1939) foi caracterizado por uma mudança progressiva entra os lentos biplanos de madeira e tecido da Primeira Guerra Mundial e os monoplanos de metal rápidos e aerodinâmicos, criando uma revolução na aviação comercial e militar. 

## Visão geral

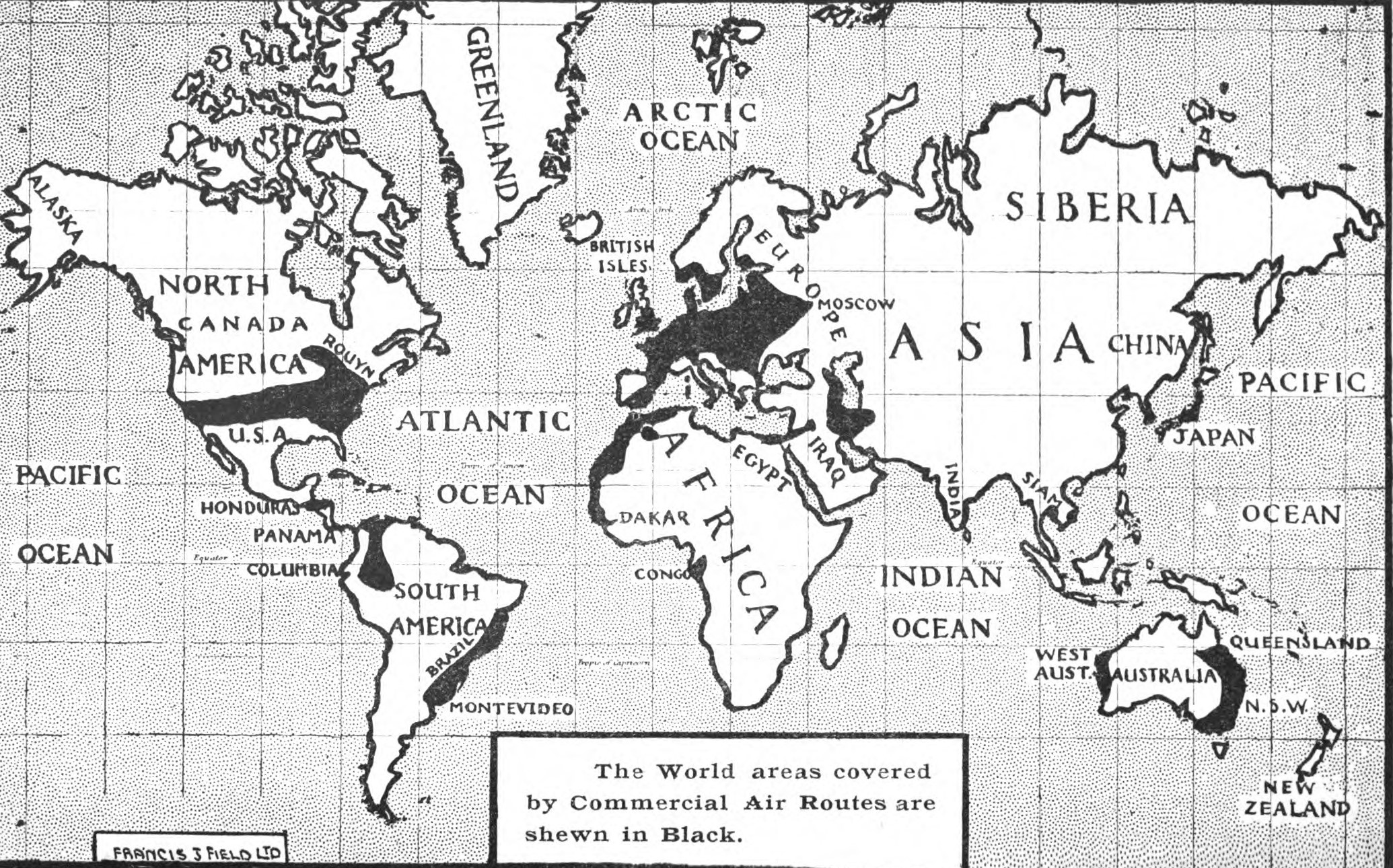
Áreas cobertas por rotas aéreas comerciais em 1925.

Com a eclosão da Segunda Guerra Mundial em 1939, o biplano estava praticamente obsoleto. Esta revolução foi possibilitada pelo desenvolvimento contínuo de motores aeronáuticos leves de potência crescente. O motor a jato também começou a ser desenvolvido durante a década de 1930, na Hungria, György Jendrassik começou a construção do primeiro motor turboélice do mundo. mas essas inovações, só veriam uso operacional no final da Segunda Guerra.
Durante este período, a aviação civil se espalhou e muitos feitos ousados e dramáticos aconteceram, como voos de volta ao mundo, corridas aéreas e exibições de "barnstorming". Muitas companhias aéreas comerciais foram criadas durante este período. Os voos de longa distância para o viajante de luxo tornaram-se possíveis pela primeira vez; os primeiros serviços usavam dirigíveis, mas, após o desastre do Hindenburg, os dirigíveis caíram em desuso e o "flying boat" passou a dominar.
Na aviação militar. O veloz monoplano todo em metal equipado com trem de pouso retrátil - colocado em produção pela União Soviética com o Polikarpov I-16 de 1934 - resurgiu em designs clássicos como o alemão Messerschmitt Bf 109 e o Supermarine Spitfire britânico, que ganharam maior notoriedade e continuariam para ver o serviço na guerra que se aproximava.